# 법정 변호사

법정 변호사(영어: Barrister 배리스터[*])는 영국의 변호사를 말한다. 영국에는 법정 변호사와 사무변호사가 있다.
그러나, 대처 총리의 개혁으로, 영국의 사무 변호사는 업무 범위가 대폭 확대되어 소송 사건도 취급하며, 법정 변호사를 고용하기도 하는 등, 그 구별이 점차 사라져 가고 있다.
미국의 변호사는 로 스쿨을 졸업하고 bar exam을 쳐서 변호사 자격을 취득한다. Bar는 Barrister에서 나온 단어다.
한국의 변호사법에 의해 설립된 대한 변호사 협회는 영어로 KOREAN BAR ASSOCIATION이다. 즉 한국의 변호사도 Barrister에서 나온 단어인 bar를 사용하고 있다.

## 같이 보기
- 변호사
- 법무사
- 사무 변호사